# 丁堰街道
丁堰街道，是中华人民共和国江苏省常州市武进区下辖的一个乡镇级行政单位。

## 行政区划
丁堰街道下辖以下地区：
丁堰镇社区、梅港村、芳渚村、常丰村和丁堰村。